# Clarinda, Victoria
Clarinda är en ort i Australien. Den ligger i delstaten Victoria, omkring 19 kilometer sydost om delstatshuvudstaden Melbourne. Antalet invånare är 7 461.